# Olivier Jacque
Olivier Jacque (Villerupt, 1973. augusztus 29. –) egykori francia motorversenyző, a MotoGP negyedliteres géposztályának 2000. évi világbajnoka.
Első komolyabb sikerét 1994-ben aratta, ekkor a negyedliteresek között második lett az Európa-bajnokságon. A következő évben a Tech 3 csapatától kapott szerződést a MotoGP-ben, ugyancsak a negyedliteresek között.
Második szezonjában, a Brazil Nagydíjon már megszerezte pályafutása első győzelmét. Mivel ezen kívül is többször dobogóra állhatott, világbajnoki címéig ez volt a legsikeresebb szezonja, harmadik lett.
A következő három idény küzdelmes volt, 1999-ben például hat versenyt kellett kihagynia sérülés miatt. Hiába szerepelt utána jól, így is csak hetedik lett. Korábban, 1998-ban két győzelmet aratott, végül negyedik helyen végzett.
2000-ben végig szoros csatát vívott csapattársával, Sinja Nakanóval, valamint Dajdzsíró Katóval, végül hét pont előnnyel végzett az élen.
2001-től 2004-ig a királykategóriában versenyzett, szintén a Tech 3-nál. A királykategóriában sohasem sikerült futamot nyernie, mindössze egy pole pozícióra futotta erejéből. Dobogóra is csak egyszer állt, 2005-ben. 2003 után egyébként nem futott teljes szezont. Sérüléseire hivatkozva végül 2007-ben jelentette be visszavonulását.

## Teljes MotoGP-eredménylistája
(Táblázat értelmezése)

(Félkövér: pole-pozícióból indult; dőlt: leggyorsabb kört futott) 

| Év   | Géposztály | Csapat        | Motor   | 1      | 2      | 3       | 4       | 5       | 6       | 7       | 8       | 9      | 10     | 11     | 12     | 13     | 14      | 15     | 16     | 17    | 18    | Pont | Poz. | Győzelmek |
| ---- | ---------- | ------------- | ------- | ------ | ------ | ------- | ------- | ------- | ------- | ------- | ------- | ------ | ------ | ------ | ------ | ------ | ------- | ------ | ------ | ----- | ----- | ---- | ---- | --------- |
| 1995 | 250 cm³    | Tech 3 Honda  | NSR250  | AUS NC | MAL 10 | JPN NC  | ESP 12  | GER 11  | ITA 16  | NED NC  | FRA 9   | GBR 4  | CZE 14 | BRA 7  | ARG 4  | EUR 9  |         |        |        |       |       | 66   | 10.  | 0         |
| 1996 | 250 cm³    | Tech 3 Honda  | NSR250  | MAL 4  | INA 8  | JPN 4   | ESP 7   | ITA 4   | FRA NC  | NED NC  | GER 2   | GBR 3  | AUT NC | CZE 2  | IMO 2  | CAT 2  | BRA 1   | AUS 3  |        |       |       | 193  | 3.   | 1         |
| 1997 | 250 cm³    | Tech 3 Honda  | NSR250  | MAL 3  | JPN -  | ESP 7   | ITA 5   | AUT 1   | FRA NC  | NED NC  | IMO 2   | GER 2  | BRA 1  | GBR 4  | CZE 2  | CAT 6  | INA 3   | AUS 3  |        |       |       | 201  | 4.   | 2         |
| 1998 | 250 cm³    | Tech 3 Honda  | NSR250  | JPN 5  | MAL 3  | ESP 3   | ITA NC  | FRA 4   | MAD NC  | NED NC  | GBR -   | GER -  | CZE NC | IMO 5  | CAT 4  | AUS 3  | ARG 3   |        |        |       |       | 112  | 5.   | 0         |
| 1999 | 250 cm³    | Tech 3 Yamaha | YZR250  | MAL 4  | JPN NC | ESP INJ | FRA INJ | ITA INJ | CAT INJ | NED INJ | GBR INJ | GER 8  | CZE 5  | IMO 3  | VAL NC | AUS 2  | RSA 3   | BRA 4  | ARG 1  |       |       | 122  | 7.   | 1         |
| 2000 | 250 cm³    | Tech 3 Yamaha | YZR250  | RSA 4  | MAL 2  | JPN 4   | ESP 4   | FRA 3   | ITA 2   | CAT 1   | NED 2   | GBR 2  | GER 1  | CZE 3  | POR 2  | VAL 2  | BRA NC  | PAC 4  | AUS 1  |       |       | 279  | 1.   | 3         |
| 2001 | 500 cm³    | Tech 3 Yamaha | YZR500  | JPN NC | RSA 16 | ESP NC  | FRA NC  | ITA -   | CAT 12  | NED 11  | GBR 9   | GER 6  | CZE 12 | POR 8  | VAL 5  | PAC NC | AUS 6   | MAL NC | BRA NC |       |       | 59   | 15.  | 0         |
| 2002 | MotoGP     | Tech 3 Yamaha | YZR500  | JPN NC | RSA 6  | ESP 11  | FRA NC  | ITA 9   | CAT 9   | NED 14  | GBR 5   | GER NC | CZE 10 | POR NC | BRA 7  | PAC 7  |         |        |        |       |       | 81   | 10.  | 0         |
| 2002 | MotoGP     | Tech 3 Yamaha | YZR-M1  |        |        |         |         |         |         |         |         |        |        |        |        |        | MAL NC  | AUS 8  | VAL 9  |       |       | 81   | 10.  | 0         |
| 2003 | MotoGP     | Tech 3 Yamaha | YZR-M1  | JPN 15 | RSA 10 | ESP 10  | FRA 4   | ITA 10  | CAT NC  | NED 5   | GBR NC  | GER 9  | CZE 11 | POR 13 | BRA NC | PAC 13 | MAL DNS | AUS 6  | VAL NC |       |       | 71   | 12.  | 0         |
| 2004 | MotoGP     | Moriwaki      | MD211VF | RSA -  | ESP -  | FRA -   | ITA -   | CAT -   | NED -   | BRA -   | GER -   | GBR -  | CZE -  | POR -  | JPN 11 | QAT -  | MAL -   | AUS -  | VAL NC |       |       | 5    | 24.  | 0         |
| 2005 | MotoGP     | Kawasaki      | ZX-RR   | ESP -  | POR -  | CHN 2   | FRA 11  | ITA -   | CAT -   | NED -   | USA -   | GBR -  | GER NC | CZE -  | JPN -  | MAL NC | QAT -   | AUS 16 | TUR 13 | VAL - |       | 28   | 17.  | 0         |
| 2007 | MotoGP     | Kawasaki      | ZX-RR   | QAT 12 | ESP 18 | TUR NC  | CHN -   | FRA -   | ITA 16  | CAT -   | GBR -   | NED -  | GER -  | USA -  | CZE -  | RSM -  | POR -   | JPN -  | AUS -  | MAL - | VAL - | 4    | 23.  | 0         |